# Dwight Schultz
Pour les articles homonymes, voir Schultz.
William Dwight Schultz ou plus simplement Dwight Schultz, né le 24 novembre 1947 à Baltimore, dans le Maryland (États-Unis), est un acteur américain.

## Biographie
Il est surtout connu pour son rôle du capitaine H. M. « Looping » Murdock dans la série Agence tous risques. Il a également tenu le rôle du lieutenant Reginald Barclay dans les séries Star Trek : La Nouvelle Génération et Star Trek : Voyager, et a fait des apparitions dans de nombreuses autres séries. Il a des origines allemandes et parle couramment la langue. 

## Vie privée
Dwight Schultz a épousé l'actrice Wendy Fulton le 22 juin 1983 (ils jouent tous les deux dans l'épisode 22 de la saison 3 de L'Agence tous risques) . Ils ont une fille, Ava (née en 1987), qui sert dans les Marines. Schultz est conservateur et en 2012 a commencé à faire des apparitions régulières sur The Glazov Gang, un débat télévisé politique via internet hébergé par Jamie Glazov, le rédacteur en chef de FrontPage Magazine. Il publie également des commentaires politiques et des podcasts sur son fansite officiel. Il vit à Santa Clarita, en Californie.

## Filmographie

### Cinéma
- 1981 : Fanatique (The Fan) : Le directeur
- 1982 : Dément (Alone in the Dark) : Dr Dan Potter
- 1989 : Les Maîtres de l'ombre (Fat Man and Little Boy) : J. Robert Oppenheimer
- 1990 :  Le Chemin de la liberté (The Long Walk Home) : Norman Thompson
- 1993 : Meurtre par intérim (The Temp) : Roger Jasser
- 1996 : Star Trek : Premier Contact (Star Trek: First Contact) : Lieutenant Reginald Endicott Barclay III
- 2010 : L'Agence tous risques (The A-Team) : Le docteur allemand dans l'hôpital psychiatrique (caméo)

### Télévision
- 1981 : Thin Ice (téléfilm) : M. Ritchie
- 1981 : Capitaine Furillo (Hill Street Blues) (série télévisée, saison 1, épisode 11) : Carmichael
- 1981 : CHiPs (série télévisée, saison 4, épisode 18) : Lyle
- 1981 : Dial M for Murder (téléfilm) : Le réalisateur de télévision
- 1981 : Bitter Harvest (téléfilm)  : Schlatter
- 1981 : Sherlock Holmes (téléfilm) : Bassick
- 1983-1987 : Agence tous risques (The A-Team) (série télévisée) : Le capitaine H.M. « Looping » Murdock
- 1983 : When Your Lover Leaves (téléfilm) : Richard Reese
- 1987 : Perry Mason (série télévisée, saison 3, épisode 5) : Andrew Lloyd
- 1987 : Alfred Hitchcock présente (Alfred Hitchcock Presents) (série télévisée, saison, épisode 12) : David Powell
- 1987 : La loi est la loi (Jake and the Fatman) (série télévisée, saison 1, épisode 7) : David Thompson
- 1989 : Perry Mason (série télévisée, saison 3, épisode 11) : Tony Franken
- 1990 : A Killer Among Us (téléfilm) : Clifford Gillette
- 1990-1994 : Star Trek : La Nouvelle Génération (Star Trek: The Next Generation) (série télévisée) : Reginald Barclay
- 1991 : Past Imperfect (téléfilm)
- 1992 : Last Wish (téléfilm) : Ed Edwards
- 1992 : Woman with a Past (téléfilm) : Mick Johnson
- 1992 : L'Enfant de la colère (Child of Rage) (téléfilm) : Rob Tyler
- 1993 : Boomtown (téléfilm) : Wiley Tate
- 1993 : La Vérité à tout prix (Victim of Love: The Shannon Mohr Story) (téléfilm) : Dave Davis
- 1994 : Menendez: A Killing in Beverly Hills (téléfilm) : Dr Jerome Oziel
- 1994 : Dans l'œil de l'espion (série télévisée, saison 1, épisode 13) : Jack Sasso
- 1994 : Babylon 5 (série télévisée, saison 2, épisode 5) : Amis
- 1994 : Code Lisa (Weird Science) (série télévisée, saison 2, épisode 11) : Hank
- 1995 : Les Nouvelles Aventures de Flipper le dauphin (Flipper: The New Adventures) (série télévisée, saison 1, épisode 3) : Wayne Cole
- 1995 : Au-delà du réel : L'aventure continue (série télévisée, saison 1, épisode 20) : Leviticus Mitchell
- 1995 : Diagnostic : Meurtre (Diagnosis Murder) (série télévisée, saison 2, épisode 21) : Dr Henry Wexler
- 1995-2001 : Star Trek : Voyager (série télévisée) : Reginald Barclay
- 1996 : Hart to Hart: Till Death Do Us Hart (téléfilm) : Peter Donner
- 1996 : L'Homme de nulle part (Nowhere Man) (série télévisée, saison 1, épisode 18) : Harrison Barton
- 1996 : Les Anges du bonheur (Touched by an angel) (série télévisée, saison 3, épisode 3) : Dr Adam Litovski
- 1997 : Diagnostic : Meurtre (Diagnosis Murder) (série télévisée, saison 4, épisode 19) : Dr Gavin Reed
- 1997 : Get to the Heart: The Barbara Mandrell Story (téléfilm) : Irby Mandrell
- 1997 : Loïs et Clark (Lois & Clark: The New Adventures of Superman) (série télévisée, saison 4, épisode 16) : Garret Grady
- 1998 : Stargate SG-1 (série télévisée, saison 2, épisode 4) : Le Maître du jeu
- 1999 : Walker, Texas Ranger (série télévisée, saison 8, épisode 3) : Lloyd Allen
- 2004-2006 : Billy et Mandy, aventuriers de l'au-delà (Grim & Evil) (série télévisée d'animation) : Criag
- 2007-2009 : Chowder (série télévisée d'animation) : Mung Daal

## Doublage

### Cinéma
- 1995 : Enola Gay and the Atomic Bombing of Japan : Le narrateur (voix)
- 2000 : Vampire Hunter D : Bloodlust : Benge (voix) et le vieil homme de Barbarois (voix)
- 2001 : Final Fantasy : les Créatures de l'esprit (Final Fantasy: The Spirits Within) : Le technicien responsable du scanner (voix)
- 2003 : Animatrix (The Animatrix) : Voix additionnelles pour La Seconde Renaissance et Au-Delà, et voix de Nonaka pour Matriculé

### Vidéos
- 1997 : The First Men in the Moon : Plusieurs voix
- 2004 : Van Helsing, mission à Londres (Van Helsing: The London Assignment) : Dr Jekyll (voix)
- 2004 : Les Chroniques de Riddick : Dark Fury (The Chronicles of Riddick: Dark Fury) : L'intelligence artificielle du vaisseau (voix)

### Jeux vidéo
- 2001 : Final Fantasy X : Maechen / O'aka XXIII / Maester Mika
- 2002 : Spider-Man : Adrian Toomes / Le Vautour
- 2004 : World of Warcraft
- 2005 : Psychonauts : Crispin Whytehead
- 2007 : Mass Effect : Le navigateur Pressly / Le docteur Zev Cohen / Barman
- 2009 : Dragon Age: Origins : Bodahn Feddic / Danal / Barman / Elfe prétentieux
- 2010 : Mass Effect 2  : Jaroth / Le navigateur Pressly
- 2010 : Resonance of Fate : Gelsey
- 2011 : Dragon Age II : Bodahn Feddic / voix additionnelles
- 2013 : République : Treglazov
- 2018 : Marvel's Spider-Man : Adrian Toomes / Le Vautour